# Glaucolepis thymi
Glaucolepis thymi is een vlinder van de familie van de dwergmineermotten (Nepticulidae), van de onderfamilie van de Nepticulinae. De wetenschappelijke naam van deze soort is voor het eerst voorgesteld als Nepticula thymi door József Szocs in een publicatie uit 1965.

## Verspreiding
De soort komt in Europa voor waaronder Duitsland, Polen, Tsjechië, Slowakije, Frankrijk, Portugal, Spanje, Oostenrijk, Hongarije en Kroatië.

## Waardplanten
De rups leeft op Thymus pulegioides, Thymus pannonicus en Thymus glabrescens (Lamiaceae).